# ヘルムート・プレスナー

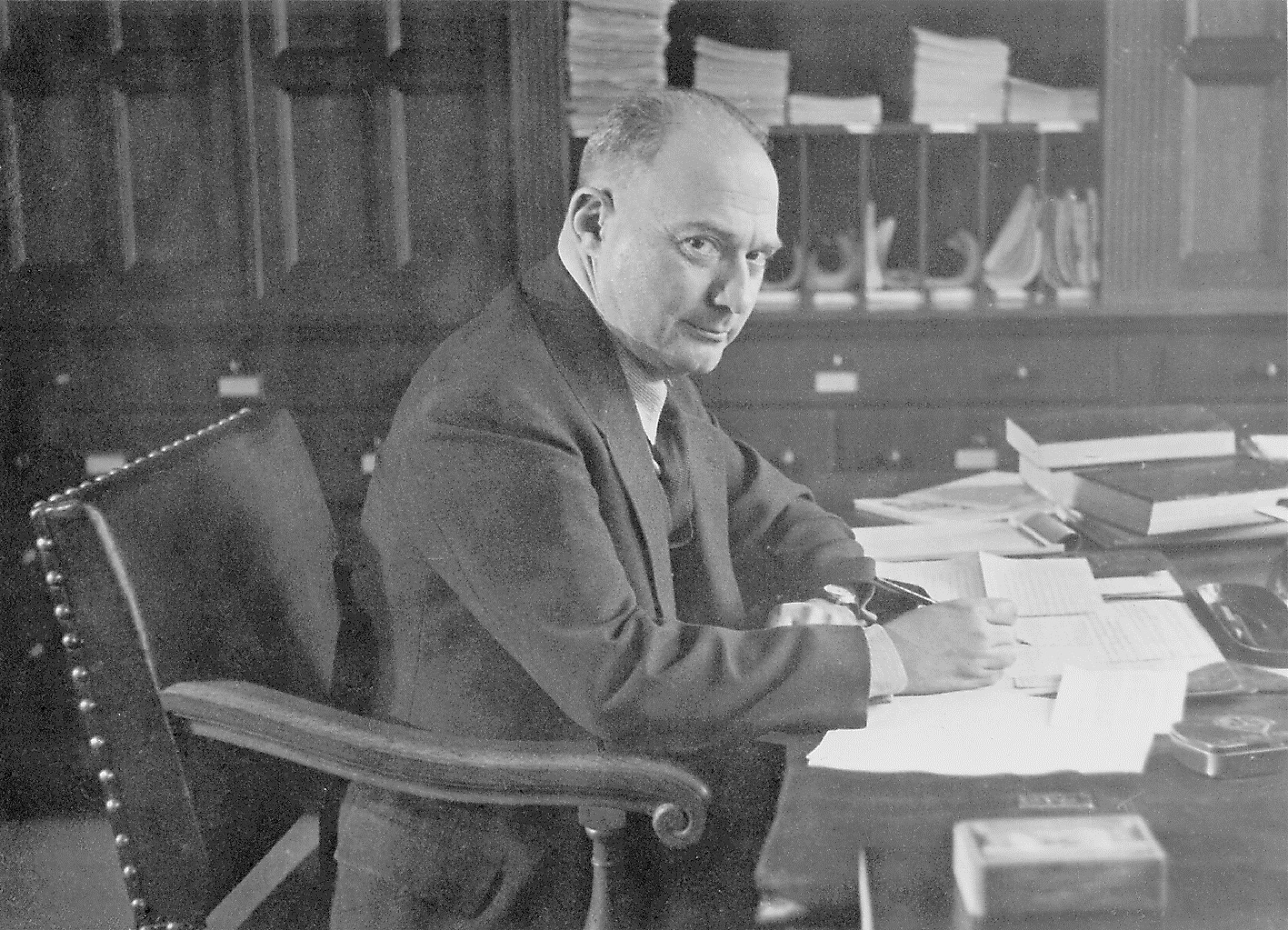
ヘルムート・プレスナー (1939)

ヘルムート・プレスナー（Helmuth Plessner, 1892年9月4日 - 1985年6月12日）は、ドイツ・ヴィースバーデン出身のユダヤ系哲学者・社会学者である。哲学的人間学の黎明期を代表する理論家として、マックス・シェーラー、アーノルト・ゲーレンなどと並び称されることが多い。脱中心的位置性（exzentrische Positionalität）もしくは脱中心性（Exzentrizität）の概念でも知られる。

## 略歴
ユダヤ系の医師の息子としてヴィースバーデンに生まれる。ハイデルベルク大学で実験動物学の開拓者クルト・ヘルプストのもとで動物学を専攻。同大学のハンス・ドリーシュに学問的刺激を受けて哲学に転向し、ゲッティンゲン大学で現象学の提唱者フッサールに師事。その後、カント研究に傾倒し、エアランゲン大学において学位を取得する。1920年にケルン大学で教授資格を取得後、1926年まで私講師を務める。さらに1933年まで同大学で員外教授として教鞭をとる。1933年のナチス党の権力掌握後は、非アーリア化政策の一環であったユダヤ系教授の教職追放の煽りを受けてイスタンブールに逃れる。その後、研究上交流のあったフレデリック・J・J・ボイテンディクを頼ってオランダ・フローニンゲンに亡命。
第二次大戦後は、フローニンゲン大学での哲学教授職を経て、1952年から1961年の退官までゲッティンゲン大学で社会学の教授を務める。この間、ドイツ哲学会、ドイツ社会学会の会長を歴任。これらの役職の退官以降もニューヨークやチューリッヒなどで教鞭をとる。

## 研究と学説

### 哲学的人間学
哲学的人間学の潮流に属する哲学者のなかでも、プレスナーは特に異色の学問的経歴で知られる。もともと医学・動物学の学徒であったため、初期の著書には生物学の専門知識・視点に基づいた理論展開が多くみられる。シェーラーの人間学に影響を受けながらも、その形而上学的性格の強い思想とは距離を置き、生物学に内在した独自の人間学を展開しようと試みた。この時期には、ハンス・ドリーシュの新生気論のほかにもヴォルフガング・ケーラーのゲシュタルト心理学やヤーコプ・フォン・ユクスキュルの環境世界説から強い学術的刺激を受けている。
彼の人間学は、人間の身体と環境世界との関係を、肉体と精神の二つの次元を統一するという観点から包括的に理解しようとする。そのため、主著とされる1928年の『有機物の諸段階と人間―哲学的人間学入門』では、人体の諸感覚を物理学的方法のみによってとらえる基礎的研究のレベルを超え出て、人間の知覚の法則を人間以外の生物との本質的相違から探求する一般理論を展開している。1940年にオランダで出版された『笑いと泣きの人間学』においては、「笑い」や「泣き」などのきわめて人間的な諸現象を「脱中心性」の概念を用いて分析している。
哲学的方法論においては、ディルタイの解釈学、フッサールの現象学、カントのア・プリオリ主義などを批判的に吸収しつつ、これらを複合的に組み合わせる形で援用している。そのため、シェーラーの身体論やフッサールの現象学などから刺激を受けて心身問題を考察したメルローポンティのアプローチとも一致する点が多々ある。

### 社会学
戦後のドイツにおいては、プレスナーは哲学者としてよりはむしろ社会学者としての名が通用していた。『共同体の限界―社会的急進主義の批判』『ドイツロマン主義とナチズム―遅れてきた国民』に代表される社会哲学的な研究で知られる。第一次世界大戦の敗北・挫折を経たドイツにおいて、理想的な共同体に関する思想が民族主義やファシズム（または共産主義）というかたちで展開・政治化されていく状況を批判している。

## 影響
シェーラーやゲーレンとは異なり、生前の学術的影響は特定の研究者層に限られたものであった。特に主著である『有機物の諸段階と人間―哲学的人間学入門』は、その出版時期が当時注目を集めたマルティン・ハイデッガーの『存在と時間』（1927年）とシェーラーの『宇宙における人間の地位』（1928年）に挟まれ、結果としてこの二つの哲学的大書の陰に隠れてしまい、さらに、類似するアイデアの多さから、「シェーラーの著書からの盗作ではないか」という嫌疑さえ持たれた。生物学的諸素材を哲学的方法を適用して論じる学際的研究スタイルは、彼の人間学の特徴をなすものであるが、これも当時の業績評価においてはマイナスに作用した。さらに、ヒトラーの権力掌握後はドイツ哲学の表舞台から姿を消すことになる。
第二次世界大戦後もプレスナーにとり不運は続く。ハーバマスをはじめとするフランクフルト学派の批判を受け、哲学的人間学は「時代遅れで大衆的なもの」との見方が大勢を占めるようになる。さらに著作の難解さも加わり、一般の読者層には特定のバイアスがかかった。そのため、その業績が広く注目を浴びるのは、晩年の1980年代に、著作全集が刊行されてからである。ドイツ再統一後の1990年代以降は、母国ドイツを中心に本格的に再評価されている。

## 主な著作
- Die wissenschaftliche Idee, ein Entwurf über ihre Form （1913）
- Krisis der transzendentalen Wahrheit im Anfang （1918）
- Die Einheit der Sinne. Grundlinien einer Ästhesiologie des Geistes （1923）
- Grenzen der Gemeinschaft. Eine Kritik des sozialen Radikalismus （1924、『共同体の限界―社会的急進主義の批判』）
- Die Stufen des Organischen und der Mensch. Einleitung in die philosophische Anthropologie （1928、『有機物の諸段階と人間―哲学的人間学入門』）
- Macht und menschliche Natur. Ein Versuch zur Anthropologie der geschichtlichen Weltansicht （1931）
- Zur Anthropologie des Schauspielers （1948）
- Lachen und Weinen. Eine Untersuchung der Grenzen menschlichen Verhaltens （1940、『笑いと泣きの人間学』）
  - 『笑いと泣きの人間学』（滝浦静雄ほか訳、紀伊国屋書店、1984年）
- Die verspätete Nation. Über die politische Verführbarkeit bürgerlichen Geistes （1959、『遅れてきた国民』）
  - 『遅れてきた国民　ドイツ・ナショナリズムの精神史』（土屋洋二訳、名古屋大学出版会、1991年）
  - 『ドイツロマン主義とナチズム　遅れてきた国民』（松本道介訳、講談社学術文庫、1995年）
- Die Frage nach der Conditio humana （1961、『人間の条件を求めて』）
  - 『人間の条件を求めて　哲学的人間学論考』（谷口茂訳、思索社、1985年）
- Die Emanzipation der Macht （1962）
- Anthropologie der Sinne （1970）
- Mit anderen Augen. Aspekte einer philosophischen Anthropologie （1982）

※他に、オットー・ボルノウとの共著『現代の哲学的人間学』（藤田健治ほか訳、白水社、1976年、新装版2002年）。
また社会構築主義の礎となったピーター・L・バーガー、トーマス・ルックマンとの共著『現実の社会的構成』（1966年）のドイツ語版に解説を寄せている。